# Cusworth Hall

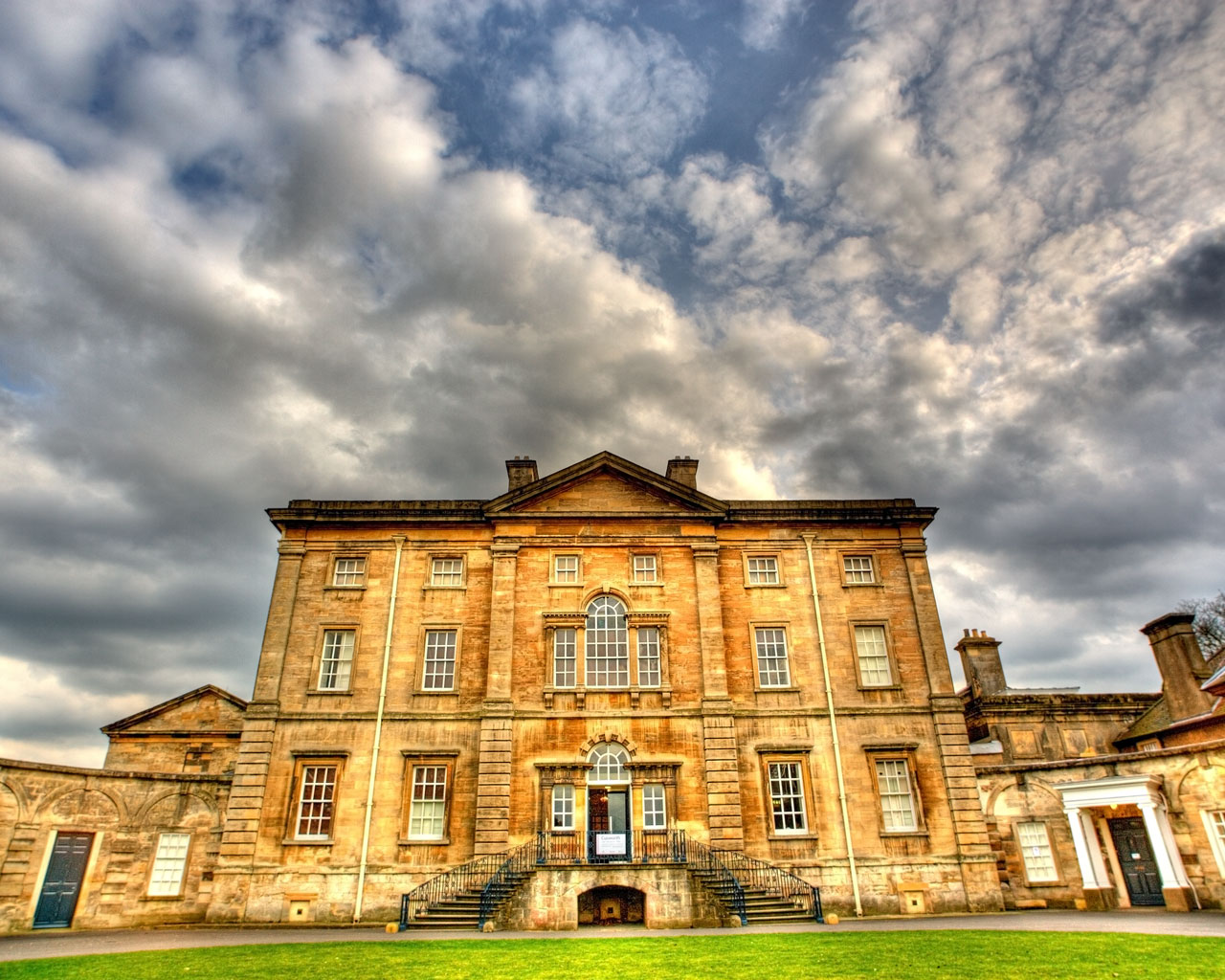
Exterior norte de Cusworth Hall

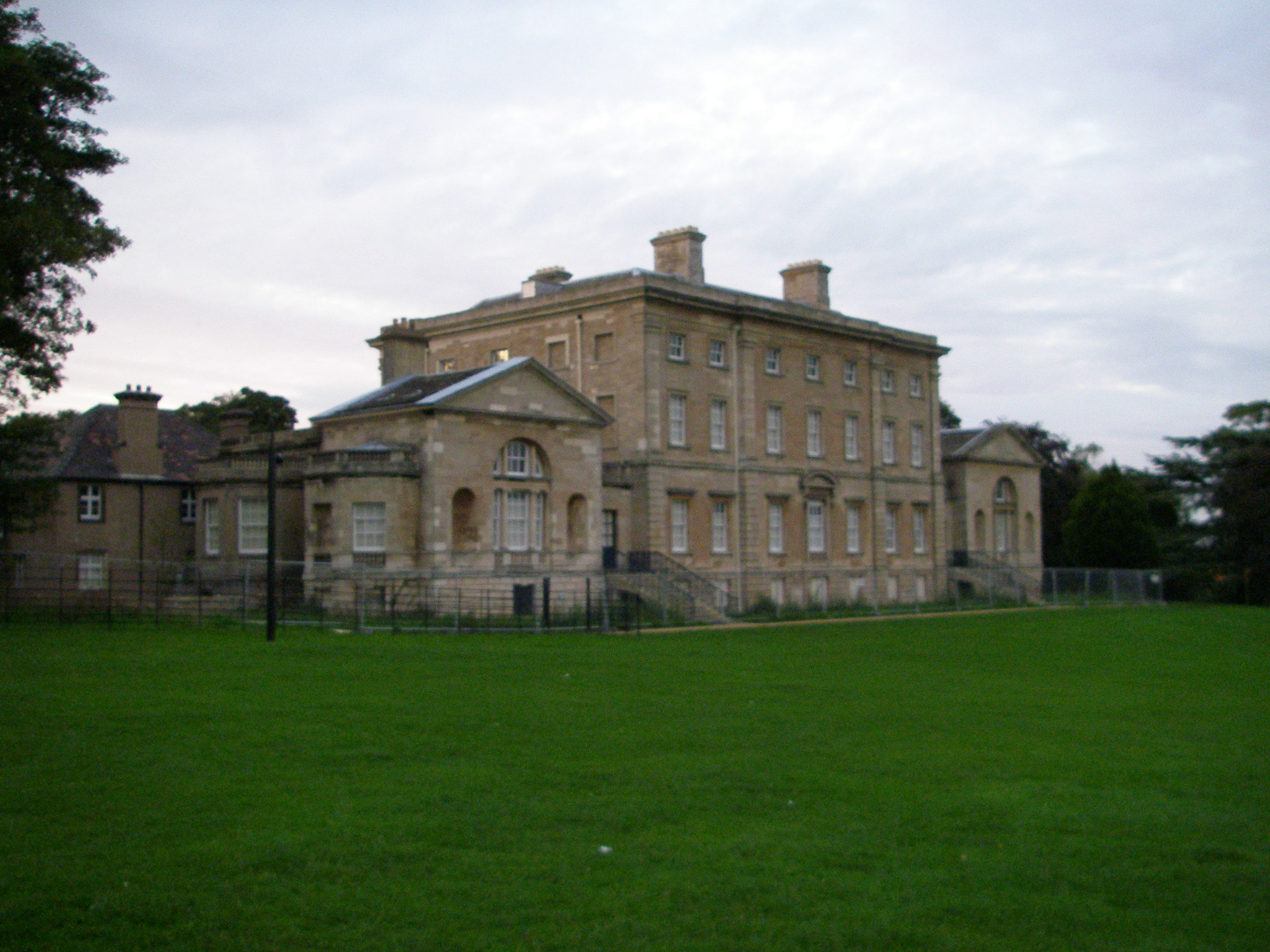
Una fotografía de Cusworth Hall

Cusworth Hall es una casa de campo catalogada como Grado I del siglo XVIII en Cusworth, cerca de Doncaster, South Yorkshire, en el norte de Inglaterra. Ubicado en los parques paisajísticos de Cusworth Park, Cusworth Hall es un buen ejemplo de una casa de campo georgiana. Ahora es una casa-museo.

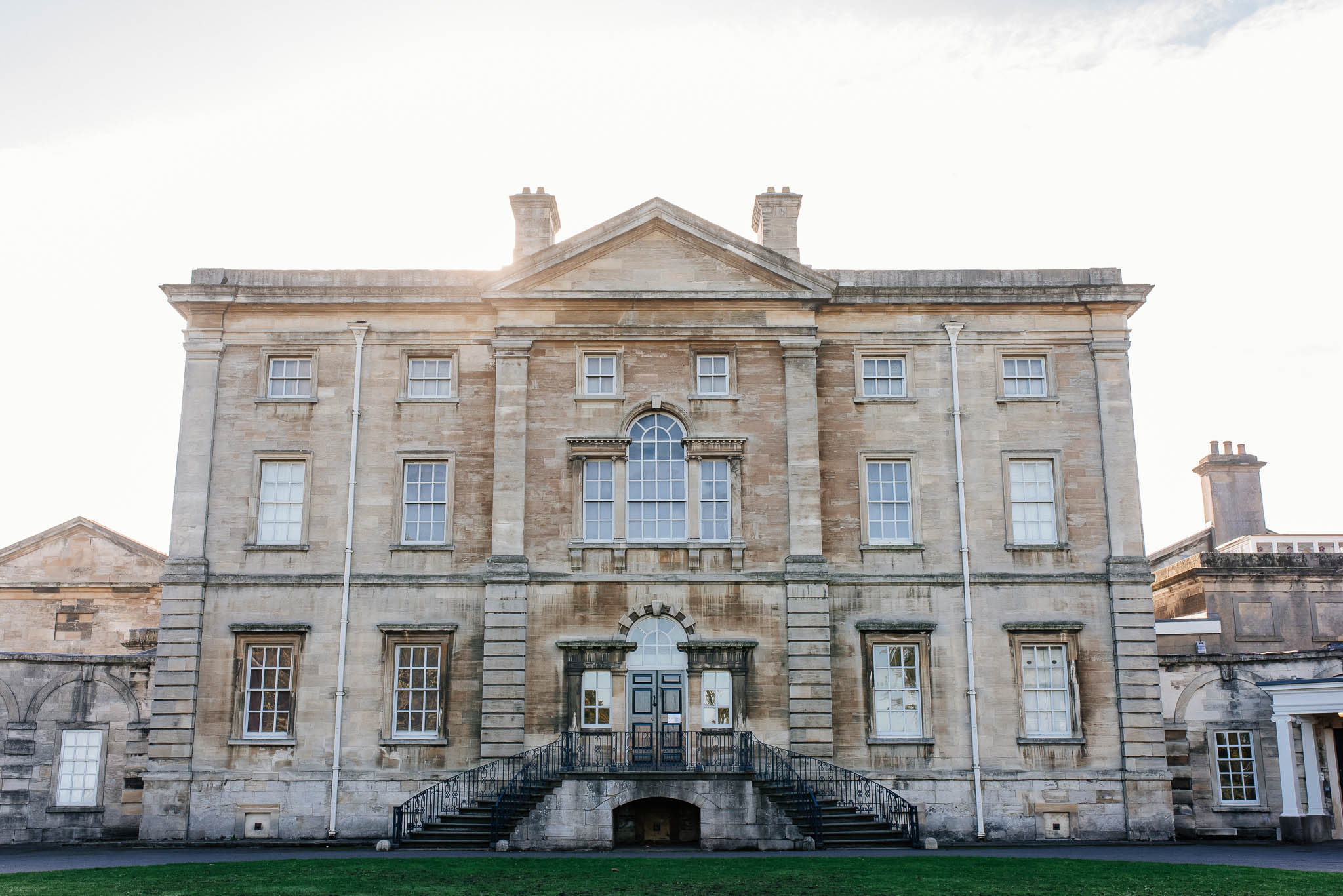
Sala Cusworth en Doncaster. Frente del edificio.

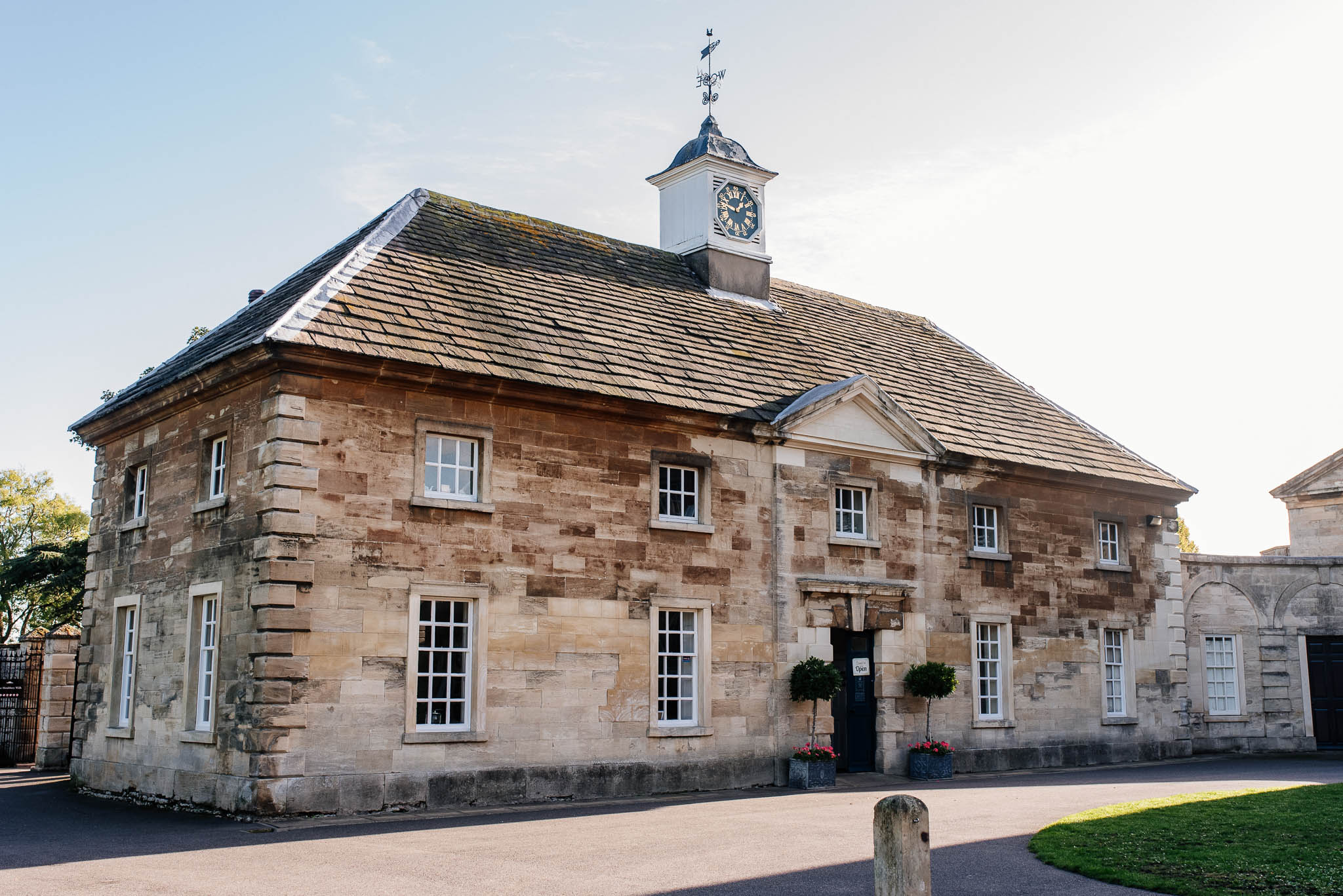
Cusworth Hall, cuadra estable

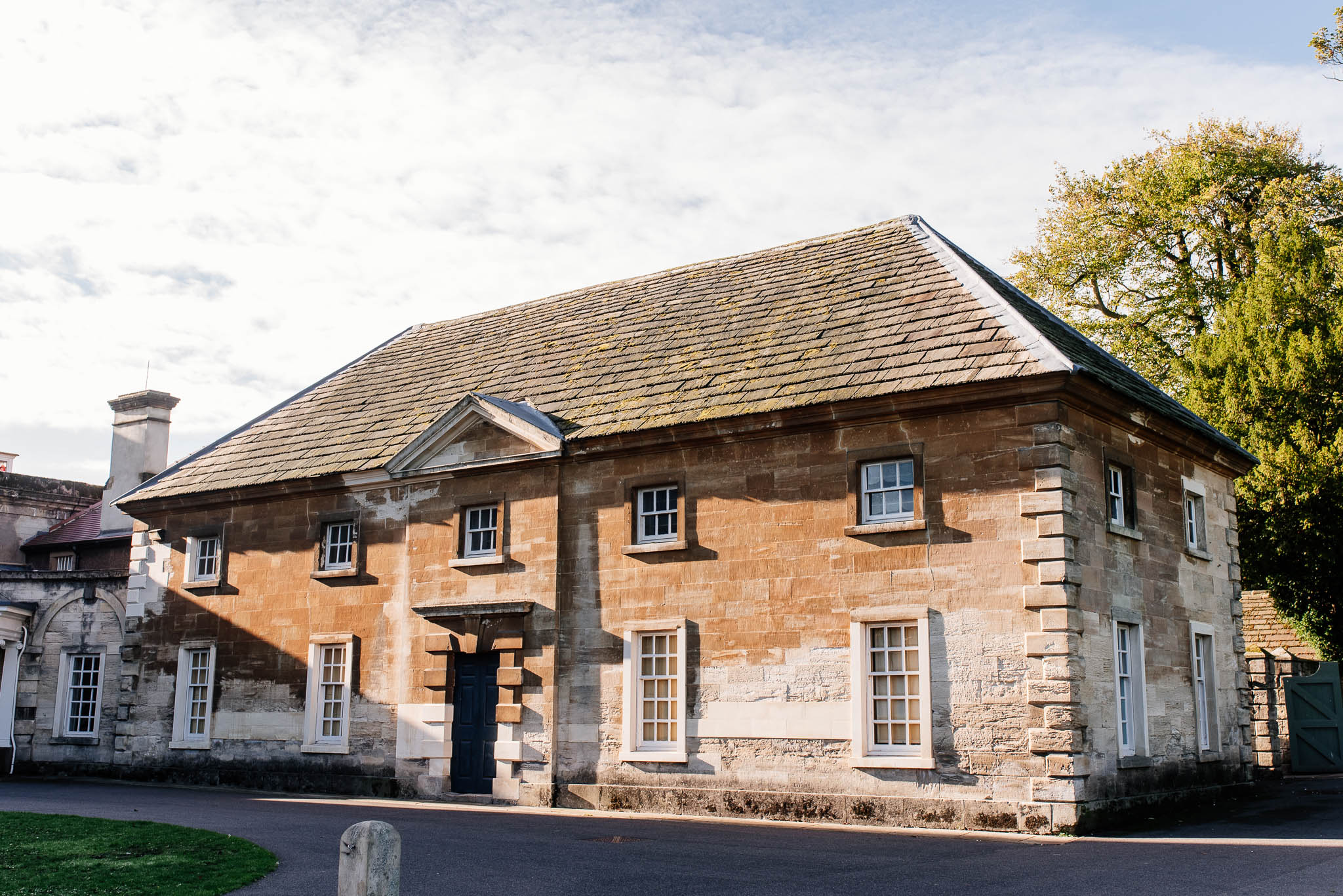
Dependencias en Cusworth Hall

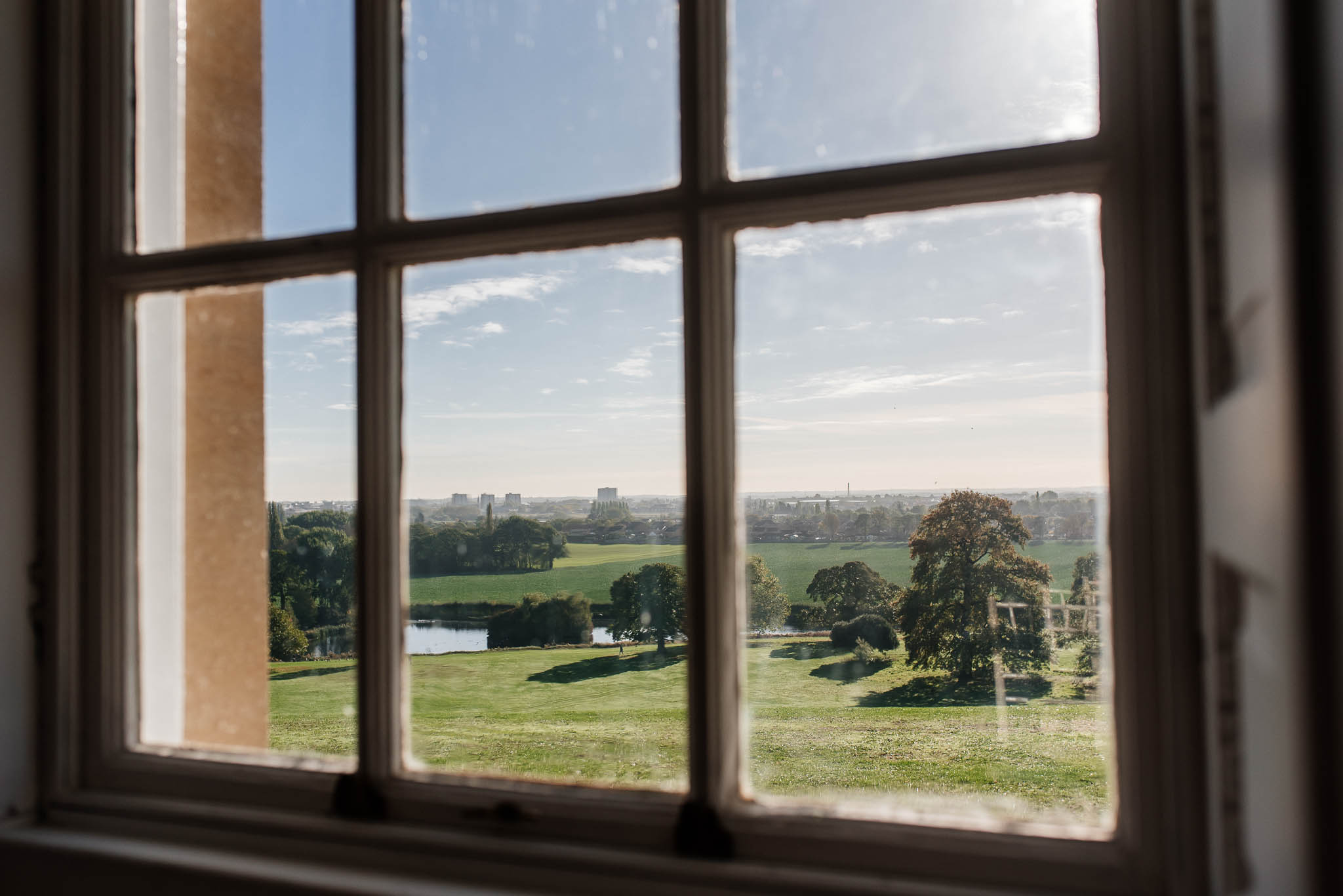
Vista sobre el centro de la ciudad de Doncaster desde una ventana en Cusworth hall

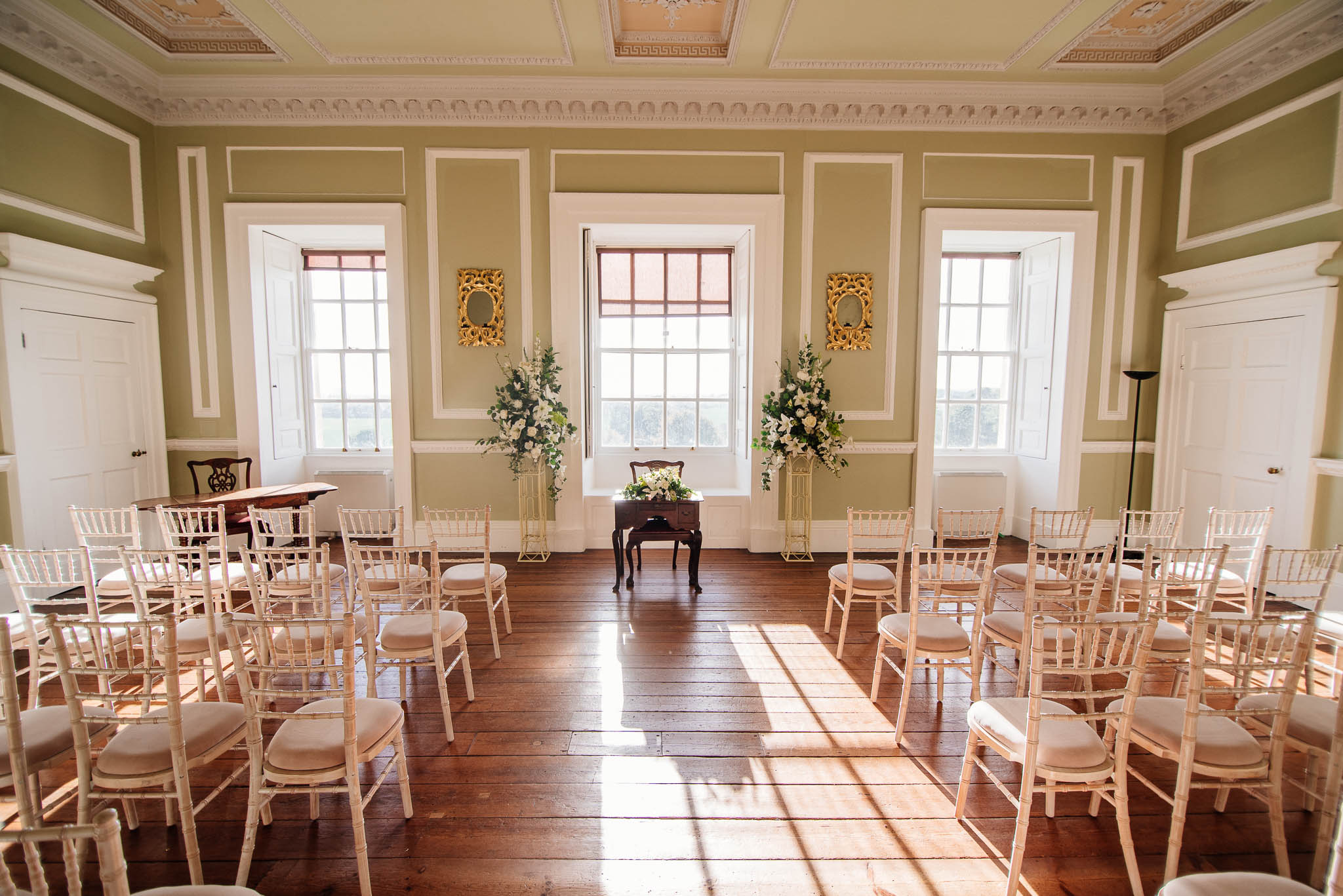
Cusworth Hall decorado para una boda

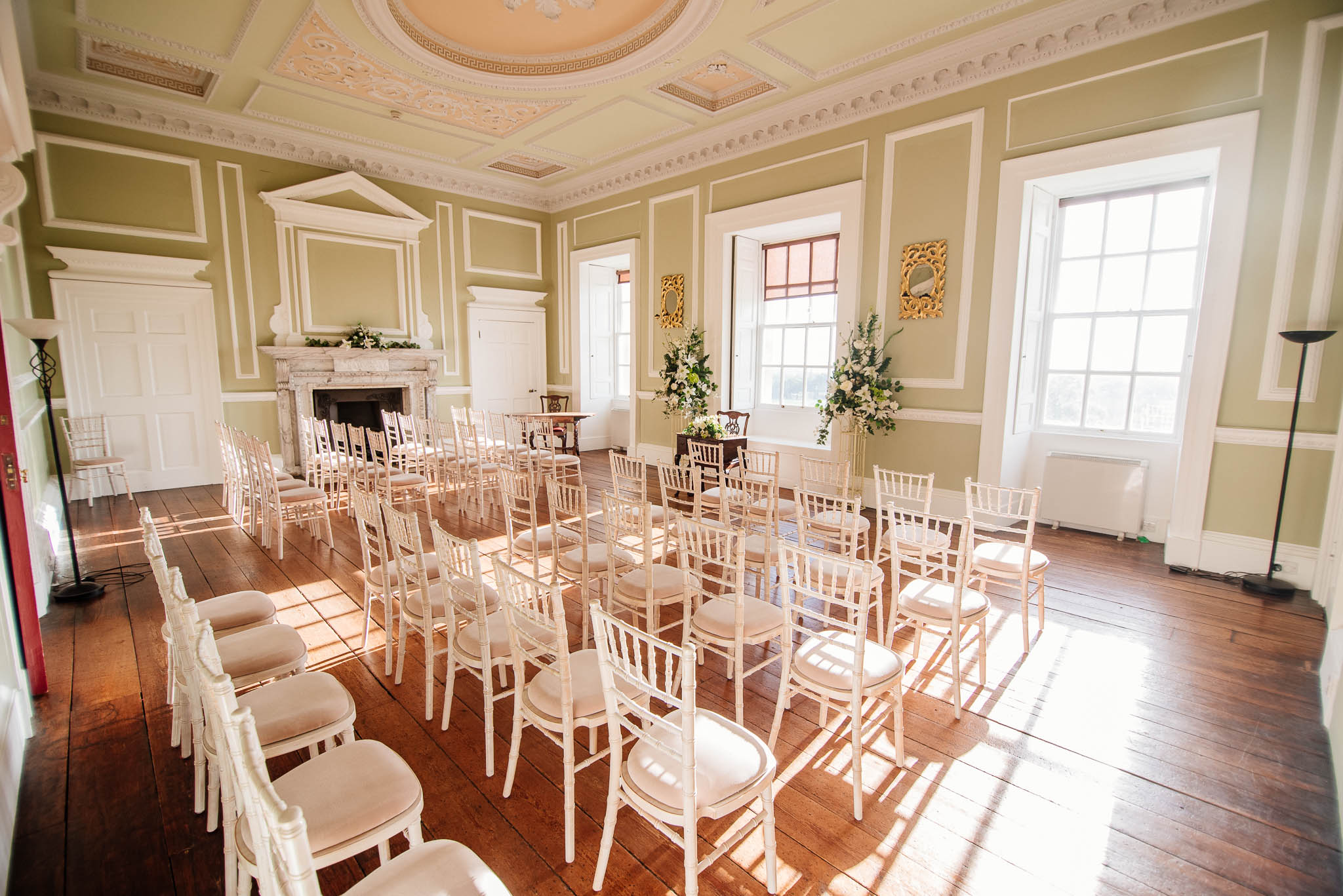
Sala de ceremonias Cusworth Hall preparada para una boda

Está construida en sillería con tejados de pizarra. El bloque principal rectangular de 6 x 5 bahías está conectado a las alas de servicio de 5 x 2 bahías.

## Historia
La familia Wrightson había ocupado el señorío de Cusworth desde 1669.
La mansión actual fue construida en 1740-1745 por George Platt para William Wrightson para reemplazar una casa anterior y fue modificada en 1749-1753 por James Paine . A la muerte de William en 1760, la propiedad pasó a su hija Isabella, quien se había casado con John Battie, quien tomó el nombre adicional de Wrightson en 1766. Contrató al paisajista Richard Woods para remodelar el parque. Woods fue uno de un grupo de paisajistas respetados que trabajaron en todo el país durante el siglo XVIII y Cusworth fue uno de sus encargos más importantes en South Yorkshire, otro en Cannon Hall . Woods creó un parque de 250 acres con un río colgante y serpenteante que consta de tres lagos adornados con elementos decorativos como el Rock Arch y la Cascade.
Posteriormente,pasó al hijo de John e Isabella, William Wrightson, quien fue diputado de Aylesbury de 1784 a 1790 y alto sheriff de Yorkshire de 1819–1820. Fue sucedido por su hijo William Battie-Wrightson, quien en varias ocasiones fue diputado por East Retford, Kingston upon Hull y Northallerton. Murió sin hijos y Cusworth Hall pasó a manos de su hermano Richard Heber Wrightson, quien murió en 1891.
Luego, fue heredada por su sobrino William Henry Thomas, quien tomó el apellido Battie-Wrightson por Royal License y murió en 1903. Se casó con Lady Isabella Cecil, la hija mayor del tercer marqués de Exeter . Entre 1903 y 1909, Lady Isabella hizo más reformas en la casa. Murió en 1917, dejando un único hijo, Robert Cecil Battie-Wrightson. A su muerte en 1952, la propiedad pasó a manos de su hermana, una enfermera que se había casado con el mayor Oswald Parker, pero más tarde fue conocida como la señorita Maureen Pearse-Brown y la señora Pearce. Se vio obligada a vender el contenido de Cusworth Hall en octubre de 1952 para cumplir con los derechos de sucesión recaudados a la muerte de Robert Cecil. Posteriormente lavendió al Ayuntamiento de Doncaster.
El 'Old Hall' en Cusworth, Cusworth Hall y Cusworth Park
Cusworth Estate Cusworth se mencionó por primera vez como 'Cuzeuuorde' en la encuesta domesday de 1086, pero ha habido un asentamiento aquí durante siglos que se remonta al período anglosajón. Muchas familias diferentes habían ocupado las tierras y el señorío, pero no siempre vivieron en Cusworth.
'Old Hall' Una casa grande se menciona por primera vez en 1327. Robert Wrightson compró las tierras y la mansión de Cusworth en 1669 de Sir Christopher Wray. El primer mapa que se conserva de Cusworth es el del plano de 1719 de Joseph Dickinson, que muestra el salón y los jardines cubiertos solo 1 acre con los huertos otros 2 acres. Lo más significativo en este momento fue el 'Parke' de unos 25 acres. El 'Old Hall' estaba al lado de los jardines amurallados en el centro del pueblo de Cusworth. En 1726 se amplió el 'Salón Viejo', incluida la modificación de los jardines entre 1726 y 1735. Esto amplió el jardín de la cocina al tamaño y la forma que conocemos hoy con Bowling Green and Pavilion.
En el período 1740–1745, William Wrightson empleó a George Platt, un arquitecto albañil de Rotherham, para construir una nueva sala, la actual Cusworth Hall, en lo alto de una pendiente escarpada en la piedra caliza magnesiana, retirando la sala y la familia del pueblo de Cusworth. El 'Old Hall' fue demolido en gran parte en el proceso, muchos componentes del edificio antiguo se reutilizaron en el nuevo.
Cusworth Hall El propio Cusworth Hall y sus dependencias se encuentran en el centro del parque y disfrutan de una "perspectiva" sobre la ciudad de Doncaster. Del siglo XVIII y catalogada como Grado I, fue diseñada por George Platt en estilo palladiano. Cusworth Hall es hermoso, bien proporcionado, con alas que consisten en un establo y una gran cocina. Las adiciones posteriores de James Paine incluyen una capilla y una biblioteca. Tiene dependencias decorativas que incluyen Brew House, Stable Block y Lodge. Además, tiene un jardín decorativo llamado Lady Isabella's Garden en el lado oeste adyacente a la capilla. En su flanco este, el establo y el rancho de los jardineros. Adjunto al bothy hay un recinto de hierro decorativo conocido como Peacock Pen.
Cusworth Park es un jardín inglés en la lista de Grado II en el Registro de Parques y Jardines del Patrimonio Inglés. Fue diseñado y creado por el arquitecto paisajista de renombre nacional Richard Woods para 'mejorar' el parque en el estilo que Lancelot 'Capability' Brown hizo famoso, ahora denominado 'The English Landscape Park'. El trabajo comenzó en 1761 trazando los 'terrenos y el río serpenteante'.
El terreno que forma el parque existente es de 60 acres (25 hectáreas), 250 000 m, y formaba parte de un parque mucho más grande (250 acres) y fincas (20 000 acres) de la familia Battie-Wrightson propietaria de Cusworth Hall.
El jardín amurallado La descripción más antigua del diseño del parque y los jardines amurallados es la que se muestra en el plano de 1719 de Joseph Dickinson. En 1761, Richard Woods modificó áreas dentro de los jardines amurallados. Juntos, Kitchen Garden y Green House Garden ocupan el sitio del huerto que se muestra en el plano de Dickinson.
La compra de ladrillos de Epworth para la construcción de los jardines amurallados se registra en las cuentas de la casa nueva.
El jardín era un espacio compartimentado, sin embargo, con un enfoque en la producción doméstica en algunas secciones, exóticas en otra, un huerto y jardines de flores formales en el resto.
Las huertas incluían hoyos de pino (casa de la piña), que luego se convertirían en casas de estufas y casas de hongos.
La terraza de entrada (terraza superior) Los planos antiguos muestran un recinto amurallado estrecho o "terraza de entrada" que corre de este a oeste. Los muros de este recinto bien pudieron haber sido de piedra o de revestimiento empedrado y aún sobrevive en parte. Al sur se encuentran los componentes principales del jardín amurallado. El acceso desde la terraza hasta la bolera se realiza a través de un tramo de escalones de piedra.
Bowling Green Descrito en los planos de Richard Woods de 1760. Este es un recinto amurallado aproximadamente cuadrado donde la bolera está rodeada por un paseo en terrazas con tierra. El recinto está definido por un muro de ladrillo, que se rebajó en su lado occidental para dar una vista al Jardín de la Casa Verde.
Summerhouse / Pabellón de bolos construido en 1726. La casa de verano es la principal característica arquitectónica del jardín amurallado. Es de dos pisos y se accede al piso superior desde Bowling Green. Hay una impresión de esquinas de forma más cuidadosa en las esquinas, pero es probable que las paredes fueran enlucidas originalmente y lavadas con cal externamente. Hay ventanas que dan vistas al Bowling Green desde la cámara superior y al Flower Garden desde la cámara inferior.
Durante la restauración en la década de 1990, la cámara superior se decoró con trampantojos . mostrando vistas de jardines amurallados imaginados en Cusworth.
Jardín de flores El jardín fue diseñado para ser visto principalmente desde la posición más alta de la bolera. Estaba subdividido por caminos transversales y amueblado con cuatro camas formales. Aunque era uno de los compartimentos más pequeños, el jardín de flores era el más ornamental y el de diseño más estricto. Habría creado un espacio arquitectónico formal y colorido que contrasta con la sencillez de la bolera.
Hall Garden La función del Hall Garden no está clara, pero parece haber sido una extensión del esquema decorativo del jardín de flores. El Hall Garden tiene un paseo perimetral y luego se divide en dos parcelas por otro camino central.
Casa de durazno Esta pared encalada indica la posición de la casa de durazno.
Huerta Durante el siglo XVIII la huerta no fue cerrada y permaneció abierta hasta finales del siglo XIX. Tenía el doble de su tamaño actual y se extendía hasta Cusworth Lane hasta que la mitad norte se vendió para vivienda en la década de 1960.
Huerto (ya no existe) Los muros fronterizos oeste, sur y este del jardín todavía existen, pero la parcela de tierra se vendió para vivienda en la década de 1960. Existía un portón de acceso entre el Hall Garden y el jardín de la cocina (este se puede ver tapiado en la esquina noroeste). Este jardín tenía un paseo perimetral y estaba plantado con árboles dispuestos en líneas paralelas orquestadas alrededor de un pequeño edificio en el extremo norte del compartimento.
Jardín de la casa verde (ya no existe) El jardín de la cocina representa la mayor parte del área ocupada por el huerto original que se muestra en el plano de Dickinson de 1719. El área restante se describió en el plano de Woods como Green House Garden y se mostró dividida en dos partes desiguales. Ambas partes del jardín parecen haber sido plantadas con árboles, probablemente árboles frutales. Un edificio linda con el campo de bolos en aproximadamente la posición que se muestra en el plano de Dickinson, pero hay un edificio adicional, de planta aproximadamente cuadrada, en la esquina noroeste del recinto. Este fue probablemente el palomar por el que Wrightson pagó 9 libras, 15 chelines y 0 peniques en 1736.
El muro del límite oeste todavía existe y este muro bajo (este) que corre a lo largo de la bolera, pero la parcela de tierra se vendió para vivienda en la década de 1960.

## Historia recienta
En 1961, el Consejo del Distrito Rural de Doncaster lo compróa la familia Battie-Wrightson. El Consejo emprendió una restauración inicial de los terrenos y también recreó lo que ahora son los salones de té dentro del antiguo establo. Las antiguas salas de recepción y las amplias galerías ahora albergan el Museo de la vida de South Yorkshire, inaugurado oficialmente el 30 de septiembre de 1967.
Cusworth Hall and Park se sometió a una extensa renovación de7,5  £ millones entre 2002 y 2005, que involucró reparaciones de conservación esenciales en el Hall y una extensa restauración de los jardines paisajísticos. Dentro del edificio principal, se llevaron a cabo reparaciones externas de la mampostería y el techo para garantizar que el exterior fuera impermeable, mientras que los trabajos internos mejoraron los servicios internos y permitieron instalar nuevas pantallas.
La restauración del paisaje diseñado se vio muy influenciada por un análisis exhaustivo del material de archivo disponible, entre los que se encuentran los memorandos escritos originales y los bocetos producidos por Richard Woods para su sitio para Thomas Coalie. Un programa arqueológico integrado también formó un aspecto clave de las restauraciones, registrando en detalle características del paisaje como el Arco de Roca, la Cascada y el Puente. Esta restauración no ha 'recreado' el esquema del siglo XVIII, aunque todavía se incorporan elementos dentro de un jardín de servicios 'vivo' que ahora está prosperando como resultado del trabajo reciente realizado en asociación con Friends of Cusworth Park.
Reabrió al público el 23 de mayo de 2007 y los nuevos montajes documentan la historia de South Yorkshire y es un recurso valioso para los residentes locales, estudiantes y grupos escolares por igual.
El Museo y Parque Cusworth Hall es el lugar de celebración de un variado programa de exposiciones, eventos y actividades de temporada vinculados a la historia de la zona. incluyendo ferias campestres, mítines de vehículos antiguos, recreaciones históricas, sesiones de vida silvestre y una variedad de eventos temáticos de temporada. Una semana gratis, 5 km parkrun tiene lugar todos los sábados a las 9 Estoy en los terrenos de Cusworth Hall. El primer evento se llevó a cabo el sábado 5 de octubre de 2019 y fue organizado por el personal de Cusworth en colaboración con la comunidad local.
Además, el Servicio de Educación de los Museos de Doncaster ofrece una variedad de sesiones de aprendizaje para escuelas y establecimientos educativos. Funcionarios de educación especializados y experimentados imparten talleres de aprendizaje a las escuelas sobre una amplia gama de temas, así como actividades fuera del horario escolar para familias y comunidades locales.